# The Sandman
För andra betydelser, se Sandmannen (olika betydelser).
The Sandman är en tecknad serie skapad av Neil Gaiman. Serien publicerades i 75 nummer från och med 1988 fram till 1996 på det amerikanska serieförlaget DC Comics etikett Vertigo Comics. Sedan dess har serien utgivits i sammanställd form i tio album. Den anses vara en av de mest sofistikerade och ambitiösa moderna tecknade serierna och har kommit att inta en särställning som ett popkulturellt fenomen. Sandman är även den enda serien som fått utmärkelsen World Fantasy Award.
Handlingen kretsar kring Dream (Dröm), den odödliga personifieringen av drömmar, även känd som Morpheus, Sandman och under en rad andra namn. Han är en av The Endless, de ändlösa som alltid har funnits och som alltid kommer att finnas. Serien inleds med att Dream tillfångatas och utvecklas sedan till en lång rad sammanvävda historier som införlivar inslag av såväl klassiska som moderna mytologier. Huvudpersonen Dream kommer alltmer att utvecklas till den typiske tragiske hjälten.

## Handling
Serien inleds med att en ockult grupp lyckas ta Dream tillfånga i ett misslyckat försök att fånga hans äldre syster Death. Året är 1916 och detta ockulta sällskap lyckas hålla Dream fången i 72 år, vilket står som bakgrund för seriens utveckling.

## Album
Serien är sammanställd i elva album varav ett är fristående.
1. Preludes & Nocturnes. Dröm av de ändlösa, också känd som Sandman, har varit fängslad i 70 år. Efter att han har blivit fri måste Dröm återta sin domän drömvärlden och sina verktyg som han styr sin värld med.
2. The Doll's House. Med hjälp av Sandman finner Rose Walker mer än hon önskar, en sedan länge glömd släkting, ett konvent för seriemördare och slutligen sin egen identitet.
3. Dream Country. Fyra spännande historier som inkluderar "The world fantasy awardwinning story" om Shakespeares En midsommarnattsdröm och Neil Gaimans originalmanuskript för "Calliope".
4. Season Of Mists. För tiotusen år sedan dömde Sandman sitt livs kärlek till Helvetet. När Dröms syster Döden övertygar honom om att det var orätt, gör Sandman en resa till Helvetet för att rädda sin kärlek, samtidigt som Lucifer beslutar sig för att abdikera från sin tron och överlämnar nyckeln till Helvetet i Dröms händer.
5. A Game Of You. Barbie brukade drömma om att vara prinsessa i sitt privata kungadöme med en mängd märkliga djur som tjänare. Men Barbie har slutat drömma och hennes fantasivärld och den verkliga, börjar att flyta ihop i en historia om uppväxt och identitet.
6. Fables And Reflections. "Från det förflutnas dunkel till nuets mardrömmar". I nio fristående historier träffar Dröm en kung i forna Bagdhad och Lady Johanna Constantine, m.fl.
7. Brief Lives. Delirium, yngst av de ändlösa, övertalar Sandman att hjälpa henne att hitta deras försvunna broder Destruction. Deras odyssé genom världen i nutid och dåtid leder också till att Dröm blir tvungen att lösa sin smärtsamma relation till sin son Orpheus.
8. Worlds' End. Fångade i infernot av en verklighetsstorm, tvingas vägfarare genom historien, myten och fantasin att söka skydd i ett underligt värdshus. För att fördriva tiden medan stormen rasar berättar de historier för varandra.
9. The Kindly Ones. Ostoppbara söker "The Kindly Ones" hämnd. Dröm, hans vänner och familj är fångade i en mörk konspiration.
10. The Wake. Uråldriga gudar, gamla vänner och även fiender samlas för att hedra och minnas vid denna märkliga vaka. Även William Shakespeare fullföljer sin del av ett märkligt avtal.
11. Endless Nights. (Fristående) Sju mörka och vackra berättelser. En för varje medlem av familjen "The Endless". Death - Desire - Dream - Despair - Delirium - Destruction - Destiny.

## Relaterade verk
The Sandman: The Dream Hunters.
Utspelar sig i Japan och berättas i prosa med vackra illustrationer av Yoshitaka Amano.
 Death: The high Cost Of Living.
En historia om Döden, som en gång varje århundrade tar mänsklig form för att lära sig och förstå det ansvar hon har för det liv hon tar.
Death: The Time Of Your Life.
En ung lesbisk mor ingår ett avtal med Döden i utbyte mot att hennes son får fortsätta att leva, i en historia om kändisskap, relationer och Rock and Roll.
Death: At Death's Door.
Historien tar vid där den slutade i "Sandman: Season Of Mists". Döden måste lösa problemet med alla döda som åter vandrar i de levandes värld när Lucifer abdikerar från sin tron och stänger Helvetet. Illustrerad av Jill Thompson.
Destiny: A Chronicle Of Death's Foretold.
I en fördömd stad år 2009 väntar en handfull överlevande på den slutgiltiga pesten när en främling dyker upp och påstår sig bära på ödets bok.
The Little Endless Storybook:
Denna saga om de ändlösa är illustrerad och berättad av Sandmantecknaren Jill Thompson.
Dust Covers - The Collected Sandman Covers 1989 - 1997:
Den kompletta portfolion av Dave McKeans hyllade omslagsillustrationer för Sandmanserien. Med kommentarer av Dave McKean och Neil Gaiman.
The Quotable Sandman:
En bok med minnesvärda citat från The Sandman.
The Sandman Companion:
En bok fylld med illustrationer, essäer och intervjuer om Sandman.
Neil Gaiman's Midnight Days:
En samling berättelser från andra av Vertigo-förlagets titlar som inkluderar Swamp Thing, Hellblazer och Sandman